# Progressiver Konservatismus
Progressiver Konservatismus ist eine politische Ideologie, die Elemente konservativer und progressiver Politik in sich vereint. Progressive Konservative stehen Veränderung grundsätzlich positiv gegenüber, jedoch in Form eines vorsichtigen und schrittweisen Wandels unter Wahrung der sozialen und politischen Traditionen des jeweiligen Landes.

## Geschichte und Vertreter
Die Ursprünge des Progressivismus stammen aus Westeuropa im 18. Jahrhundert und dem Zeitalter der Aufklärung aus der Überzeugung, dass Sozialreform und Fortschritt in Bereichen wie Wissenschaft, Wirtschaft, Bildung, Technologie und Medizin notwendig seien, um die Lebensbedingungen der Menschen zu verbessern und damit soziale und gesellschaftliche Stabilität und Kontinuität zu sichern.
Im 19. Jahrhundert befürwortete der britische Premierminister Benjamin Disraeli eine Form der konservativ-progressiven Politik, die als One-Nation-Konservatismus bekannt ist. Disraeli sah die negativen Auswirkungen der damaligen Arbeitsbedingungen auf die Menschen, die hauptsächlich durch die Industrielle Revolution hervorgerufen wurden, und formulierte seine Überzeugung, dass Veränderungen in der Gesellschaft notwendig seien, um die Bedingungen für Mensch und Umwelt zu verbessern. Diese Entwicklung müsste jedoch aus konservativem Geist und Denken heraus erfolgen. Die sozialen Spannungen zwischen Arm und Reich sollten dadurch überwunden werden und daraus eine geeinte und starke Nation entstehen. Progressiv-Konservative befürworten die Existenz eines Sozialstaates zumindest in eingeschränkter Form. Christliche Demokratie und katholische Soziallehre formulierten ähnliche Gedankengänge, etwa aus den päpstlichen Enzykliken Rerum novarum und Quadragesimo anno heraus.
In den USA verwendete etwa der frühere Präsident Dwight D. Eisenhower die Selbstbezeichnung als „progressiver Konservativer“.
In Großbritannien bezeichneten sich etwa David Cameron, der 2009 das Progressive Conservatism Project ins Leben rief, und Theresa May selbst als progressive Konservative. Auch kontinentaleuropäische Politiker wie etwa Angela Merkel vereinten eine konservative Haltung mit einer zentristisch-fortschrittlichen Politik.
In Kanada war die Progressiv-konservative Partei Kanadas über Jahrzehnte eine führende politische Kraft; sie vertrat unter Premierministern wie John Diefenbaker und Brian Mulroney wirtschaftspolitisch Mitte-Rechts-Positionen, während sie sozialpolitisch zentristisch bzw. progressiv ausgerichtet war.
Auch der ehemalige österreichische Bundeskanzler Sebastian Kurz (ÖVP) betrachtet sich selbst als „progressiven Konservativen“, wie auch sein enger Vertrauter, der ehemalige Vorsitzende der ÖVP Wien und Finanzminister Gernot Blümel.